# All About Eve
All About Eve là một bộ phim chính kịch Mỹ năm 1950, biên kịch và đạo diễn bởi Joseph L. Mankiewicz, chuyển thể từ truyện ngắn The Wisdom of Eve của Mary Orr.
Các Diễn viên chính Bette Davis vai Margo Channing, một ngôi sao lão làng ở Broadway. Anne Baxter vai Eve Harrington, một cô gái trẻ tình nguyện làm trợ lý cho Margo nhưng thực ra âm thầm tranh giành sự nghiệp và các mối quan hệ của cô. George Sanders, Celeste Holm, Hugh Marlowe, Gary Merrill và Thelma Ritter đều xuất hiện, và bộ phim còn có sự tham gia của Marilyn Monroe, lần đầu thể hiện một vai diễn lớn.
Phim được đánh giá rất cao và nhận 14 đề cử Oscar (một kỉ lục chỉ cho tới đến năm 1997 mới được chia sẻ bởi Titanic) và giành được 6 giải, kể cả Oscar phim hay nhất. Được xem như một trong những phim kinh điển trong lịch sử điện ảnh, năm 1990, All about Eve được chọn bảo tồn trong Viện lưu trữ phim quốc gia Mỹ và là một trong 50 phim được chọn đầu tiên. Bộ phim cũng được AFI xếp thứ 16 trong những phim hay nhất trong lịch sử điện ảnh Mỹ.

## Nội dung

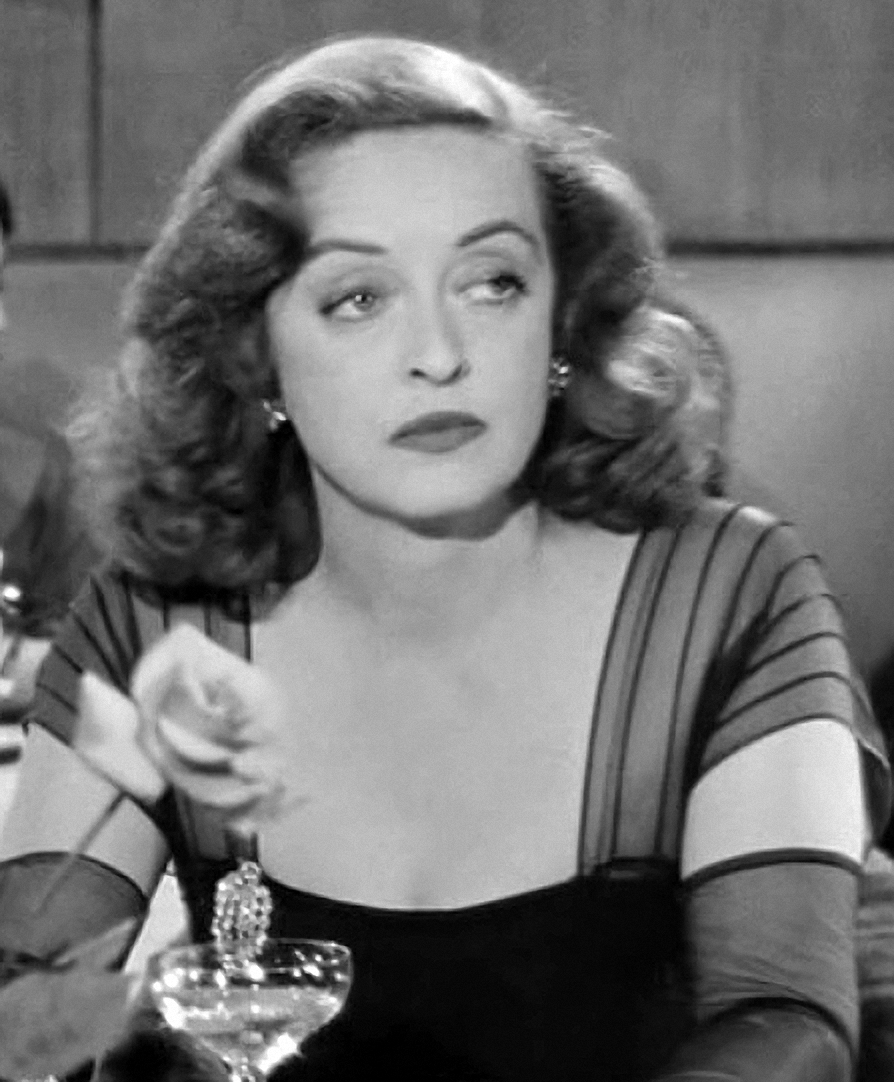
Bette Davis trong vai Margo Channing

Margo Channing (Bette Davis) là một trong những đại minh tinh ở Broadway, tuy vẫn là nữ hoàng kịch nghệ nhưng cô ngày một mờ nhạt vì tuổi tác. Sau một đêm diễn nọ, bạn thân của Margo, Karen Richards (Celeste Holm), vợ của kịch tác gia Lloyd Richards (Hugh Marlowe), đưa một cô gái ái mộ Margo cuồng nhiệt, Eve Harrington (Anne Baxter) tới gặp cô. Eve khẳng định mình là người thần tượng Margo nhất và bảo với tất cả đám đông trong phòng trang điểm của Margo - gồm Karen và Lloyd, người yêu Margo, Bill Sampson (Gary Merrill), và cô trợ lý Birdie (Thelma Ritter) - rằng cô đã theo Margo đi tới tận New York sau khi xem cô diễn ở San Francisco.
Margo nhanh chóng thân thiết với Eve, cô gái này tình nguyện giúp đỡ Margo mọi việc. Cô cũng sớm cho Eve công việc trợ lý, khiến Birdie, vốn rất ghét Eve, cảm thấy khó chịu.

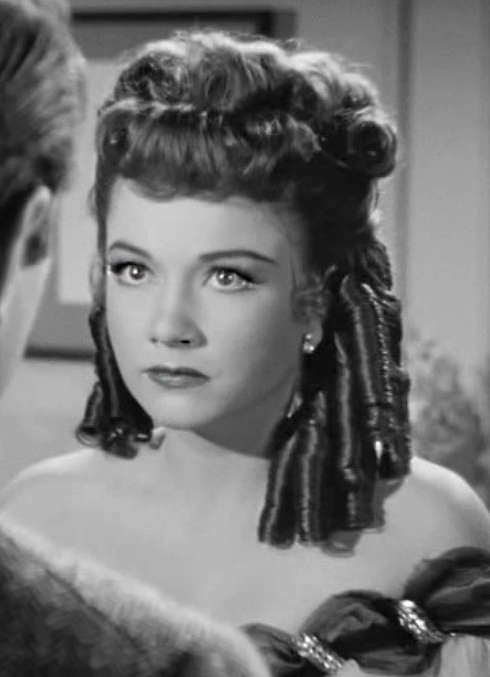
Anne Baxter vai Eve Harrington

Eve bắt đầu làm việc thay Margo, lên kế hoạch làm người thế vai của cô và giở trò khiến Margo mất vai. Eve biết trước rằng mình sẽ thăng tiến nhanh chóng, đã mời những nhà phê bình trong thành phố đến rạp hát đêm đó. Cô ta ve vãn cả Bill, nhưng bị cự tuyệt. Eve âm mưu chiếm vai Cora - bất chấp Lloyd viết vai này tặng riêng cho Margo - qua thư nặc danh. Cô cũng cố trèo cao bằng cách sử dụng nhà phê bình Addison DeWitt (George Sanders) như một con cờ. Chỉ đến trước đêm mở màn chuyến lưu diễn, Eve mới bóc trần ra trước DeWitt kế hoạch tiếp theo của mình - cưới Lloyd Richard sau khi ông li dị vợ. DeWitt giận sôi lên vì Eve đã phá hỏng kế hoạch của mình và tiết lộ rằng ông biết quá khứ của cô ta đều là những lời dối trá.
Eve trở thành minh tinh mới nổi lên ở Broadway và được trao giải thưởng với vai Cora. Cô ta về nhà và bắt gặp một người hâm mộ cuồng nhiệt, Phoebe, đã đột nhập vào căn hộ. Phoebe trả lời cửa khi Addison quay lại trả tượng vàng Sarah Siddon mà Eve đã bỏ quên. Trong khi Eve nghỉ ngơi ở phòng khác thì Phoebe ướm vào bộ đầm của Eve và soi mình trước gương với bức tượng trên tay.

## Diễn viên
- Bette Davis - vai Margo Channing
- Anne Baxter - vai Eve Harrington

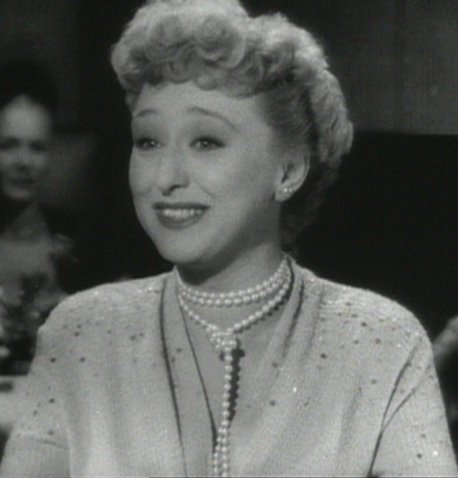
Celeste Holm trong vai Karen Richards

- George Sanders - vai Addison DeWitt
- Celeste Holm - vai Karen Richards
- Gary Merrill - vai Bill Sampson
- Hugh Marlowe - vai Lloyd Richards
- Gregory Ratoff - vai Max Fabian
- Barbara Bates - vai Phoebe
- Marilyn Monroe - vai Cô Caswell
- Thelma Ritter - vai Birdie

## Giải thưởng và vinh dự

### Giải Oscar
- Phim hay nhất - 20th Century Fox (nhà sản xuất Darryl F. Zanuck)
- Nam phụ - George Sanders
- Trang phục - Edith Head and Charles Le Maire
- Đạo diễn - Joseph L. Mankiewicz
- Kịch bản chuyển thể - Joseph L. Mankiewicz
- Âm thanh - Thomas T. Moulton

Đề cử
- Nữ chính - Anne Baxter
- Nữ chính - Bette Davis
- Nữ phụ - Celeste Holm
- Nữ phụ - Thelma Ritter
- Chỉ đạo nghệ thuật - George Davis, Thomas Little, Walter M. Scott, và Lyle R. Wheeler
- Quay phim - Milton R. Krassner
- Biên tập phim - Barbara McLean
- Nhạc phim - Alfred Newman[1]

### Giải Quả cầu vàng
- Kịch bản - Joseph L. Mankiewicz

Đề cử
- Phim chính kịch hay nhất - Darryl F. Zanuck, nhà sản xuất
- Nữ chính kịch - Bette Davis
- Đạo diễn - Joseph L. Mankiewicz
- Nam phụ - George Sanders
- Nữ phụ - Thelma Ritter

### Giải NYFCC
- Phim hay nhất - Darryl F. Zanuck
- Đạo diễn xuất sắc nhất - Joseph L. Mankiewicz
- Nữ xuất sắc nhất - Bette Davis

### Giải của nghiệp đoàn đạo diễn Mỹ
- Giải cống hiến đạo diễn nổi bật trong điện ảnh - Joseph L. Mankiewicz

### Liên hoan phim Cannes
- Nữ xuất sắc nhất - Bette Davis
- Giải của ban giám khảo - Joseph L. Mankiewicz

Đề cử
- Giải Cành cọ vàng - Joseph L. Mankiewicz[2]

### Giải BAFTA
- Phim hay nhất - Darryl F. Zanuck

### Vinh danh
- Năm 1990, All About Eve được chọn bảo tồn trong Viện lưu trữ phim Quốc gia Mỹ vì "tính văn hoá, lịch sử, hay tín hiệu thẩm mĩ."
- Năm 1997, bộ phim được dành một vị trí trong Đại sảnh danh vọng Nghiệp đoàn nhà sản xuất phim Mỹ. Bộ phim cũng được 100% phiếu bầu trên Tomatoes.

Danh sách của AFI
- 1998 100 phim hay nhất #16
- 2003 100 anh hùng và kẻ phản diện
  - Eve Harrington, kẻ phản diện #23
- 2005 100 câu thoại:
  - "Fasten your seatbelts. It's going to be a bumpy night" #9 (Tạm dịch: Thắt chặt dây an toàn lại. Đây sẽ là một đêm rất xóc)
- 2007 100 phim (đính chính) #28

### Giải thưởng Sarah Siddons
Bộ phim mở ra với hình ảnh tượng vàng hư cấu, theo miêu tả của DeWitt là "vinh dự cao quý nhất của nghiệp sân khấu - giải Sarah Siddons cho Cống hiến nổi bật." Năm 1952, một nhóm nhà phê bình ở Chicago bắt đầu sáng lập một giải thưởng với tên này, và tượng vàng giống như trên phim. Giải thưởng được trao hàng năm, và cả Bette Davis, Anne Baxter và Celeste Holm đều được trao giải danh dự.